# (17051) Oflynn
(17051) Oflynn est un astéroïde de la ceinture principale.

## Description
(17051) Oflynn est un astéroïde de la ceinture principale. Il fut découvert le 20 mars 1999 à Socorro (Nouveau-Mexique) par LINEAR. Il présente une orbite caractérisée par un demi-grand axe de 2,30 UA, une excentricité de 0,13 et une inclinaison de 6,7° par rapport à l'écliptique.

## Compléments